# Candlewick Lake
Candlewick Lake est une census-designated place située dans le comté de Boone, dans l’État de l’Illinois, aux États-Unis. Sa population s’élevait à 5 131 habitants en 2010.